# Yankiel León
Yankiel León Alarcón (* 26. April 1982 in Jobabo) ist ein kubanischer Boxer.

## Werdegang
León begann als Jugendlicher mit dem Boxen und war schon als Junior sehr erfolgreich. Im Jahr 2000 wurde er kubanischer Junioren-Meister im Halbfliegengewicht. Er durfte daraufhin bei der Junioren-Weltmeisterschaft des gleichen Jahres in Budapest starten und gewann dort mit vier Siegen den Weltmeistertitel. Im Finale bezwang er dabei Salim Salimow aus Bulgarien nach Punkten (14:7). Er nahm 2000 auch beim vorolympischen Turnier der Senioren in Havanna teil und erreichte dort den Endkampf im Halbfliegengewicht, in dem er aber gegen seinen Landsmann Yuriorkis Gamboa nach Punkten unterlag.
León startete ab 2002 regelmäßig bei den kubanischen Meisterschaften und beim internationalen Turnier des kubanischen Boxverbandes Giraldo Córdova Cardín. Bei den kubanischen Meisterschaften, bei denen er zunächst im Fliegengewicht und ab 2003 im Bantamgewicht startete, kam er in den Jahren 2002 bis 2004 nicht in den Endkampf. Der beste kubanische Boxer und auch der beste Boxer der Welt im Amateurlager im Bantamgewicht war in den Jahren 2001 bis 2007 sein Landsmann Guillermo Rigondeaux. Gegen Rigondeaux hat er insgesamt achtmal geboxt und achtmal verloren.
Bei der kubanischen Meisterschaft des Jahres 2005 verlor León gegen Guillermo Rigondeaux im Halbfinale nach Punkten, wobei seine Niederlage mit 5:17 Treffern relativ klar ausfiel. Ein Jahr später, 2006, verlor er wieder im Halbfinale gegen Rigondeaux, diesmal schon knapper, nämlich nur 8:11. Bei der kubanischen Meisterschaft 2007 traf er im Halbfinale auf Yasnier Toledo und musste sich auch diesem nach Punkten geschlagen geben (9:15). Im Jahre 2008 wurde er dann endlich kubanischer Meister. Er bezwang dabei Arsenio Batista durch Abbruch in der 3. Runde, Yasnier Toledo (11:4), Lazaro Alvarez (15:7) und Yurien Fabregas (17:4) nach Punkten. Guillermo Rigondeaux fehlte bei dieser Meisterschaft allerdings. Er war vom kubanischen Boxverband nach einem missglückten Fluchtversuch nach Deutschland im Jahre 2007 in Rio de Janeiro auf höchste Weisung kaltgestellt worden.
Durch die eindeutige Dominanz von Guillermo Rigondeaux in Kuba im Bantamgewicht, kam er auch nur zu wenigen Einsätzen bei internationalen Meisterschaften bzw. Turnieren. Im Jahre 2002 startete er beim Turnier Giraldo Córdova Cardín noch im Fliegengewicht und siegte dort im Endkampf gegen Yuriorkis Gamboa knapp mit 13:12 Treffern, gegen den er dann bei der I. kubanischen Olympiade in Havanna 2002 im Endkampf nach Punkten verlor. 2003 war er beim Giraldo Córdova Cardín-Turnier in Santiago de Cuba im Bantamgewicht am Start, unterlag aber im Halbfinale gegen Rigondeaux nach Punkten (1:14). 2004 unterlag er bei der II. kubanischen Olympiade wieder gegen Rigondeaux nach Punkten (2:9) und mit einer Niederlage gegen Rigondeaux schied er 2005 beim Giraldo Córdova Cardín-Turnier in Cienfuegos schon nach der 1. Runde aus. Bei der III. kubanischen Olympiade 2007 verlor er schon im Achtelfinale gegen den Venezolaner Héctor Manzanilla nach Punkten und beim Giraldo Córdova Cardín-Turnier des Jahres 2007 in Santa Clara verlor er im Finale letztmals gegen Guillermo Rigondeaux. Seine Punktniederlage fiel dabei mit 4:6 Treffern sehr knapp aus.
In Abwesenheit von Guillermo Rigondeaux kämpfte sich León 2008 in Kuba an die erste Stelle des Bantamgewichtes und erzielte auch bei internationalen Turnieren einige schöne Erfolge. Nach seinem Sieg bei der kubanischen Meisterschaft siegte er auch bei der IV. kubanischen Olympiade in Havanna. Er bezwang dabei seine Landsleute Lazaro Alvarez u. Osnieris Hernandez und den Kolumbianer Jose Carmona nach Punkten. Im Endkampf kam er zu einem kampflosen Sieg über Yoandry Campos aus Venezuela. Anschließend fand in Port of Spain/Trinidad das Olympia-Qualifikations-Turnier der Amerikagruppe statt. Bei diesem ungemein wichtigen Turnier war er in Hochform und holte sich mit Siegen über Igancio Perrin aus Argentinien (11:1), Claudio Marrero aus Venezuela (12:1) und Oscar Valdez aus Mexiko (14:5) den Turniersieg und damit die Fahrkarte nach Peking. Danach gewann er auch noch das Grand Prix Turnier in Ústí nad Labem mit Siegen über Luwsantserengiin Dsorigtbaatar aus der Mongolei (13:4), Narjit Singh aus Indien (22:7) und Assylan Kabylchanow aus Kasachstan (21:3). Bei der schwach besetzten Pan Amerikanischen Meisterschaft in Cuenca/Ecuador enttäuschte er aber, denn er verlor dort im Bantamgewicht nach einem Freilos im Halbfinale gegen Jonathan Romero aus Kolumbien nach Punkten (6:11).
2008 qualifizierte sich León beim amerikanischen Olympiaqualifikationsturnier in Port of Spain für die Olympischen Spiele. Bei diesen erreichte er nach Siegen über Kanat Abutalipov, Kasachstan (10:3), Worapoj Petchkoom, Thailand (10:2), und Bruno Julie, Mauritius (7:5), das Finale, welches er gegen den Mongolen Enchbatyn Badar-Uugan mit 16:5 Punkten verlor und damit die olympische Silbermedaille gewann.
2009 gewann León die Panamerikanischen Meisterschaften und die Bronzemedaille der Weltmeisterschaften, bei denen er im Halbfinale dem späteren Weltmeister Detelin Dalakliew mit 0:5 unterlag. Bei den kubanischen Meisterschaften 2010 schied León bereits im ersten Kampf aus, woraufhin er seine Karriere beendete.

## Internationale Erfolge
(OS = Olympische Spiele, WM = Weltmeisterschaft, Halbfliegengewicht, Fliegengewicht, Bantamgewicht u. Leichtgewicht, bis 48 kg, 51 kg, 54 kg u. 60 kg Körpergewicht)
| Jahr  | Platz  | Wettbewerb                                               | Gewichtsklasse | |
| 2000  | 1.     | Junioren-WM in Budapest                                  | Halbfliegen    | vor Salim Salimow, Bulgarien, Gerogi Tschigajew, Ukraine u. Berik Serikbajew, Kasachstan |
| 2002  | 1.     | Giraldo Córdova Cardín-Turnier in Havanna                | Fliegen        | vor Yuriorkis Gamboa, Kuba |
| 2002  | 2.     | I. kuban. Olympiade in Havanna                           | Fliegen        | hinter Yuriorkis Gamboa |
| 2003  | 3.     | Giraldo Córdova Cardín-Turnier in Havanna                | Bantam         | hinter Guillermo Rigondeaux u. Luis Franco, bde. Kuba, gemeinsam mit Otgontschuluuny Batchüü, Mongolei |
| 2005  | 3.     | Giraldo Córdova Cardín-Turnier in Cienfuegos             | Bantam         | hinter Guillermo Rigondeaux u. Yeldos Saidulin, Kasachstan, gemeinsam mit Osnieris Hernandez, Kuba |
| 2007  | 2.     | Giraldo Córdova Cardín-Turnier in Santa Clara            | Bantam         | hinter Guillermo Rigondeaux u. vor Ramiro Rojas, Kolumbien u. Claudio Marrero, Dom. Rep. |
| 2008  | 1.     | IV. kuban. Olympiade in Havanna                          | Bantam         | vor Yoandry Campos, Venezuela u. Osnieris Hernandez |
| 2008  | 1.     | Olympia-Qualifikations-Turnier in Port of Spain/Trinidad | Bantam         | vor Oscar Valdez, Mexiko u. Claudio Marrero Dominikanische Republik |
| 2008  | 1.     | Grand-Prix-Turnier in Ústí nad Labem                     | Bantam         | vor Assylan Kabylchanow, Kasachstan u. Narjit Singh, Indien |
| 2008  | 3.     | Panamerikanische Meisterschaft in Cuenca/Ecuador         | Bantam         | hinter Jonathan Romero, Kolumbien u. Yoandry Campos |
| 2008, | Silber | OS in Peking                                             | Bantam         | mit Siegen über Kanat Abutalipow, Kasachstan (10:3), Worapoj Petchkoom, Thailand (10:2) u. Bruno Julie, Mauritius (7:5) und einer Punktniederlage im Endkampf gegen Enchbatyn Badar-Uugan, Mongolei (5:16) |
| 2008  | 1.     | Welt-Cup in Moskau                                       | Bantam         | mit Siegen über Khumiso Ikgopoleng, Botswana (7:0), Akhil Kumar, Indien (+4:4) und Wjatscheslaw Gojan, Moldawien (10:1)                                                                                    |
| 2009  | 1.     | Giraldo-Córdova-Cardín-Turnier in Sancti Spíritus        | Bantam         | vor Claudio Marrero, Dominikanische Republik |
| 2009  | 5.     | Batalla de Carabobo in Valencia/Venezuela                | Bantam         | nach einer Punktniederlage gegen Juan Carlos Payano, Dominikanische Republik |
| 2009  | 1.     | Pan Amerikanische Meisterschaft in Mexiko-Stadt          | Leicht         | mit Punktsiegen über Angel Rodriguez, Venezuela, Roberto Navarro, Dom. Rep. u. Francisco Vargas, Mexiko (6:2)                                                                                              |
| 2009  | 3.     | WM in Mailand                                            | Bantam         | mi Punktsiegen über Lee Jin-yung, Südkorea (11:2), Razvan Andreiana, Rumänien (12:9) u. Kanat Abutalipow, Kasachstan (2:0) u. einer Punktniederlage gegen Detelin Dalakliew, Bulgarien (0:5)               |

## Länderkämpfe
| Jahr | Ort              | Begegnung                         | Gewichtsklasse | Ergebnis                                   |
| 2002 | Astana           | Kuba gegen Australien (World Cup) | Fliegen        | kampfloser Sieger über Bradley Hore        |
| 2002 | Astana           | Kuba gegen Türkei (World Cup)     | Fliegen        | Punktsieger über Ramazan Ballioglu (27:12) |
| 2002 | Astana           | Kuba gegen Thailand (World Cup)   | Fliegen        | Punktniederlage gegen Somjit Jongjohor     |
| 2002 | Astana           | Kuba gegen Kasachstan (World Cup) | Fliegen        | Punktniederlage gegen Berik Serikbajew     |
| 2006 | Havanna          | Kuba gegen China                  | Bantam         | Punktsieger über Jun Tun                   |
| 2008 | Havanna          | Kuba gegen Frankreich             | Bantam         | Abbruchsieger über Ali Hallab              |
| 2009 | Mailand          | Kuba gegen Italien                | Bantam         | Unentschieden gegen Vittorio Parrinello    |
| 2009 | Modena           | Kuba gegen Italien                | Bantam         | Punktniederlage gegen Vittorio Parrinello  |
| 2009 | Paris            | Kuba gegen Frankreich             | Bantam         | Punktsieger über Brahim Zendaoui           |
| 2009 | La Teste-de-Buch | Kuba gegen Frankreich             | Bantam         | Punktniederlage gegen Hicham Ziouti        |
| 2009 | Levallois        | Kuba gegen Frankreich             | Bantam         | Punktsieg über Brahim Zendaoui             |

## Kubanische Meisterschaften (ab 2005)
| Jahr | Platz | Gewichtsklasse | Ergebnis                                                      |
| 2005 | 3.    | Bantam         | nach Punktniederlage gegen Guillermo Rigondeaux im Halbfinale |
| 2006 | 3.    | Bantam         | nach Punktniederlage gegen Guillermo Rigondeaux im Halbfinale |
| 2007 | 3.    | Bantam         | nach Punktniederlage gegen Yasnier Toledo im Halbfinale       |
| 2008 | 1.    | Bantam         | nach Punktsieg über Yurien Fabregas im Finale                 |
| 2009 | 1.    | Bantam         | nach Punktsieg über Yoandri Salinas im Finale                 |